# As Bacantes
As Bacantes (em grego antigo: Βάκχαι, transl.: Bakchai), ou As Mênades, é uma tragédia grega de autoria do dramaturgo Eurípedes, de Salamina, mas que passou a maior parte de sua vida em Atenas. Estreou postumamente no Teatro de Dionísio em 405 a.C., como parte de uma tetralogia que também incluía a peça Ifigênia em Áulis, e que provavelmente foi dirigida pelo filho ou sobrinho do próprio Eurípedes. A obra obteve o primeiro lugar na competição teatral realizada durante o festival da Grande Dionísia.
A tragédia é baseada na história mitológica do rei Penteu, de Tebas, e de sua mãe, Agave, e da punição dos dois pelo deus Dioniso, primo de Penteu, por sua recusa em venerá-lo e pelo injusto descrédito em que pairava o nome de sua mãe, Sêmele.

## Contexto
O Dioniso da narrativa de Eurípedes é um deus jovem, enfurecido porque sua família mortal, a casa real de Cadmo, negou-lhe um lugar de honra como divindade. Sua mãe, Sêmele, foi uma das amantes de Zeus e, ainda grávida, foi morta por Hera com um raio. A maior parte da família de Sêmele, no entanto, incluindo sua irmã Agave, recusou-se a acreditar que Dioniso era filho de Zeus, e o jovem deus acabou sendo rejeitado em sua própria casa. Após viajar por toda a Ásia e outras terras estrangeiras, Dioniso reúne um grupo de devotas, as Bacantes ou Mênades, e, no início da peça, retorna para se vingar da linhagem de Cadmo, disfarçado como um forasteiro loiro. Após levar as mulheres de Tebas, incluindo suas tias, a um frenesi extático, envia-lhes ao Monte Citéron, dançando e caçando, para horror de suas famílias. Para complicar ainda mais as coisas, o jovem rei Penteu declara a proibição do culto a Dioniso por toda a cidade de Tebas.

## Trama
Dioniso entra no palco pela primeira vez para contar ao público quem ele é e porque decidiu vir a Tebas. Ele explica a história de seu nascimento, de como Zeus havia se apaixonado por sua mãe, Sêmele, e descido do Monte Olimpo para se deitar com ela. Grávida com um filho divino, ninguém de sua família acredita em sua palavra, no entanto, e acredita ser apenas uma gravidez ilícita. Hera, furiosa com a traição de seu marido, convence Sêmele a pedir a Zeus que apareça a ela em sua forma verdadeira. Zeus concorda, e aparece como um raio e a mata instantaneamente. No momento de sua morte, no entanto, Hermes desce e salva Dioniso de seu ventre; para escondê-lo de Hera, Zeus costura o feto em sua própria coxa até que ele termine de crescer. A família de Sêmele, no entanto - suas irmãs Agave, Autónoe e Ino, e seu pai, Cadmo - ainda acredita que ela cometeu blasfêmia ao mentir sobre a identidade do pai do bebê, e que teria morrido como resultado deste ato. Dioniso volta a Tebas para vingar sua mãe, Sêmele.
O velho Cadmo e Tirésias, embora não estejam enfeitiçados, como as mulheres tebanas, apaixonam-se pelos rituais báquicos e estão prestes a sair em celebração quando Penteu retorna à cidade e os encontra vestidos em roupas festivas. Após repreender-lhes com veemência, Penteu ordena aos seus soldados, que prenda qualquer um que participe do culto dionisíaco.

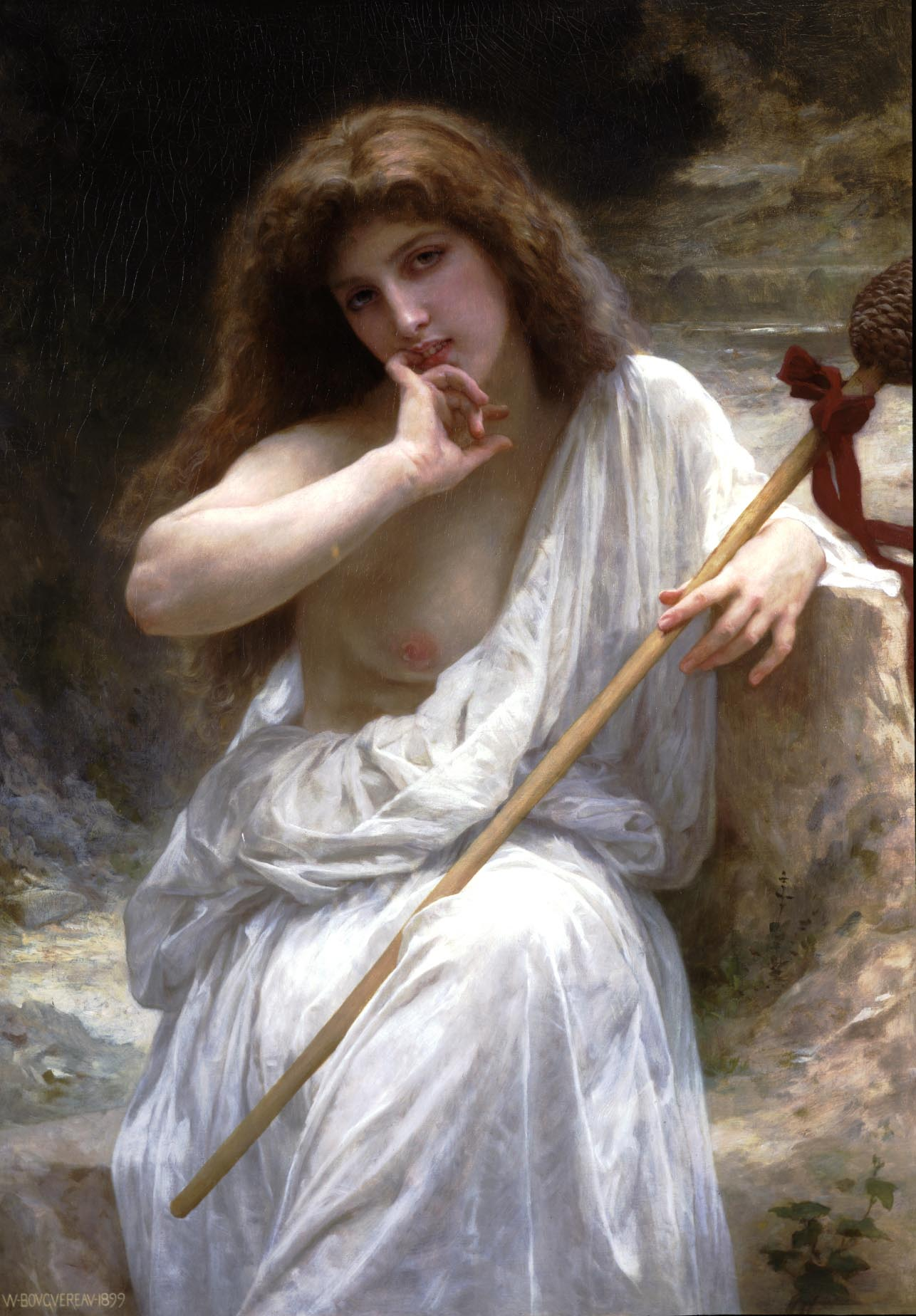
Bacchante, Bouguereau, 1899

Os guardas retornam com o próprio Dioniso, disfarçado como um sacerdote de seu próprio culto, o líder das mênades asiáticas. Penteu o interroga, ainda sem acreditar que Dioniso seja um deus. Suas perguntas, no entanto, revelam seu profundo interesse nos ritos dionisíacos, que o "estranho" se recusa a revelar inteiramente. Isto enfurece enormemente Penteu, que ordena que ele seja encarcerado; no entanto, sendo um deus, ele rapidamente consegue se libertar e cria ainda mais distúrbios, destruindo o palácio de Penteu com um terremoto gigante, seguido por um incêndio. Um pastor traz a notícia de que as bacantes (ou mênades) estariam na região do monte Citéron, realizando feitos especialmente incríveis, como colocar serpentes em seus próprios cabelos para reverenciar o deus, amamentando gazelas e lobos selvagens, e fazendo vinho, leite, mel e água brotar do solo. O pastor ainda conta que, quando tentou capturar estas mulheres, elas avançaram sobre um rebanho de vacas, rasgando-as em pedaços com suas próprias mãos (sparagmos). Alguns guardas que atacaram as mulheres também não foram capazes de atingi-las com suas armas, enquanto elas, por sua vez, puderam derrotá-los apenas com pedaços de madeira. Dioniso, ávido por punir Penteu por não lhe prestar o devido respeito através das libações, utiliza o seu desejo de ver as mulheres em êxtase como pretexto para convencê-lo a se vestir como uma mênade, para que possa evitar ser identificado e assim observar os rituais.

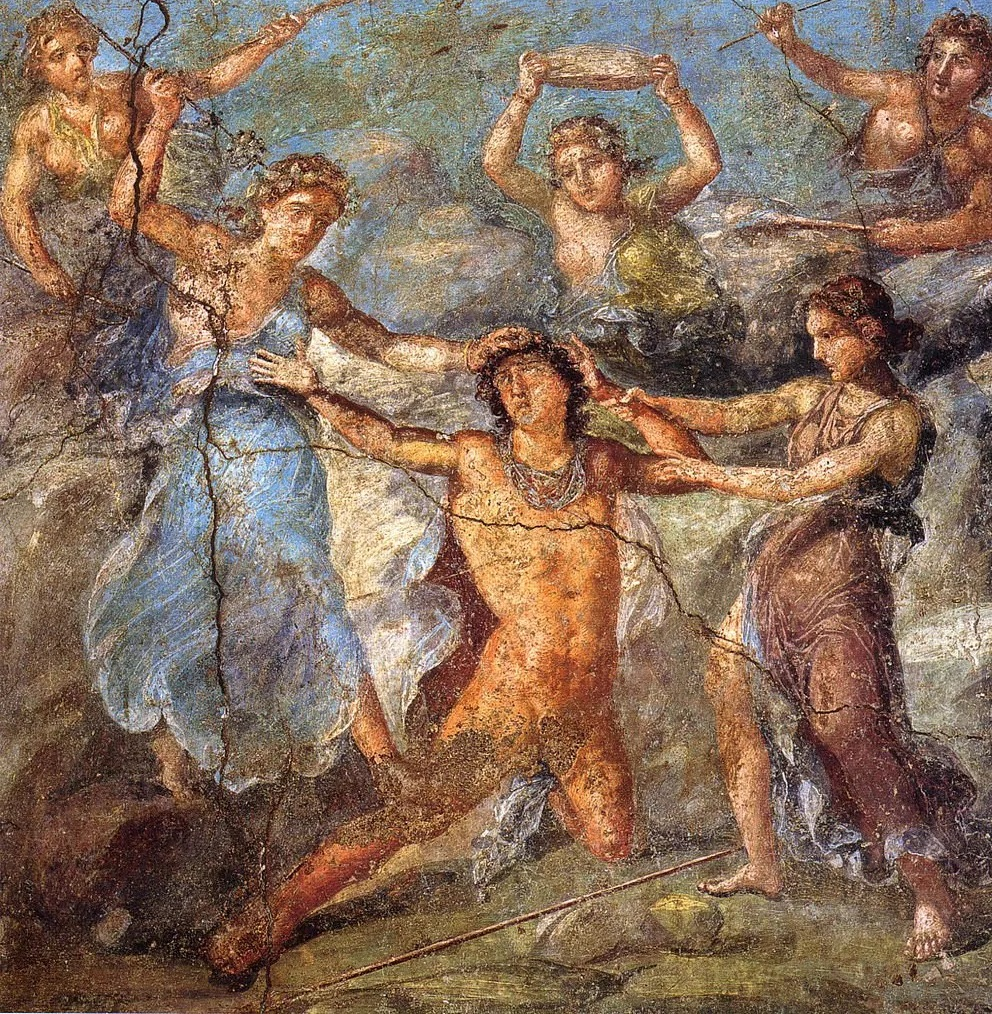
Bacantes atacando Penteu (Afresco de Pompeia), ca. séc. I d.C.

Dioniso veste Penteu como uma mulher e lhe dá um tirso e peles de cervo, e o leva para fora da casa. Penteu começa a ver tudo dobrado, enxergando duas Tebas, e dois touros a levá-lo (Dioniso por vezes assumia a forma de um touro). A vingança logo passa de mera humilhação a assassinato. Um mensageiro chega ao palácio, para relatar que depois de terem chegado ao Citéron, Penteu quis escalar uma árvore, para poder ter uma melhor vista das bacantes (ou mênades). Dioniso, ainda disfarçado como o pastor forasteiro, usou seu poder divino para entornar as altas árvores, e colocou o rei nos galhos mais altos. Assim que ele chegou ao topo de uma delas, Dioniso gritou às suas devotas, apontando-lhes o homem no topo da árvore; ensandecidas, as bacantes (ou mênades) arrancaram Penteu da árvore e rasgaram seu corpo em pedaços.

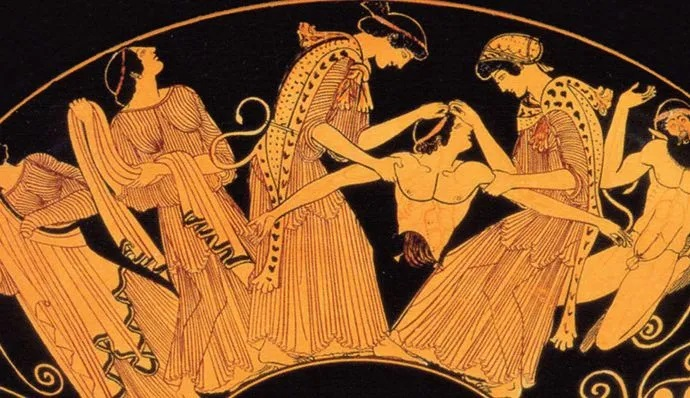
Penteu dilacerado pelas bacantes, vaso ático, ca. séc. V a.C.

Assim que o mensageiro dá estas notícias a mãe de Penteu, Agave, entra em cena carregando a cabeça de seu filho, que ela mesma havia arrancado. Em seu estado possuído ela acreditava que era a cabeça de um leão-da-montanha, e a exibia, orgulhosamente, para seu pai, ansiosa para lhe mostrar o sucesso de sua caçada, e como tinha sido corajosa. Ao perceber que Cadmo não está feliz com as notícias, seu rosto contorcido com horror, Agave começa lentamente a perceber o que fez; a família é destruída, e Agave e as irmãs são exiladas. Dioniso, num ato final de vingança, retorna brevemente para castigar novamente sua família por sua impiedade; Cadmo e sua esposa, Harmonia são transformados em serpentes. Tirésias, o velho profeta cego de Tebas, é o único a sair ileso.

## Estrutura dramática
Numa peça que segue uma construção de trama climática, Dioniso, o protagonista, instiga a ação que se desenrola ao emular simultaneamente o autor, o figurinista, o coreógrafo e o diretor artístico da peça. Já se enxergou um simbolismo no fato de Dioniso, o deus do teatro para os antigos gregos, dirige a peça.
No início da obra, Dioniso faz a exposição do argumento, da qual já se identificou um conflito central à peça: a invasão da Grécia por uma religião estrangeira, de origem asiática.

## Análises críticas
Desde o fim da Antiguidade até o fim do século XIX os temas das Mênades eram considerados muito repugnantes para serem estudados e apreciados. Foi O Nascimento da Tragédia, do filósofo alemão Friedrich Nietzsche, que trouxe de volta a questão da relação de Dioniso com o teatro, e elevou o interesse nas Mênades. Durante o século XX performances da peça tornaram-se bem populares, especialmente na forma de ópera, devido aos coros dramáticos encontrados por toda a trama. Análises mais técnicas ressaltam como Eurípides consegue dominar igualmente as belezas poéticas e dramáticas de sua obra e o tratamento de temas mais complexos.